# Route nationale 792
La route nationale 792 ou RN 792 était une route nationale française reliant Plancoët à Plémet. À la suite de la réforme de 1972, elle a été déclassée en RD 792.

## Ancien tracé de Plancoët à Plémet (D 792)
- Plancoët
- Bourseul
- Jugon-les-Lacs
- Plénée-Jugon
- Collinée
- Saint-Gilles-du-Mené
- Plémet